# Wojewódzki Zarząd Młynów Gospodarczych
Wojewódzki Zarząd Młynów Gospodarczych – terenowa jednostka organizacyjna Ministerstwa Skupu istniejąca w latach 1954–1972, powołana w celu usprawnienia przemiału gospodarczego, rozszerzenia bazy technicznej i podniesienia poziomu produkcji młynów gospodarczych oraz pełnego zaspokojenia potrzeb ludności wiejskiej w dziedzinie przemiału.
Zarząd był jednostką wykonawczą prezydium wojewódzkiej rady narodowej.
Zwierzchni nadzór nad Zarządem sprawował Minister Skupu.

## Zakres działania
Do zakresu działania Zarządu należało:
- nadzorowanie działalności rejonowych przedsiębiorstw młynów gospodarczych,
- sprawowanie nadzoru nad nieuspołecznionymi młynami gospodarczymi, a w szczególności w zakresie przestrzegania przepisów o przemiale,
- pobierania miarek i odsypów oraz przekazywania ich Państwu,
- zabezpieczenia przed dewastacją młynów i bazy technicznej,
- przeprowadzania remontów obiektów młynarskich.

## Kierowanie Zarządem
Na czele Zarządu stał dyrektor, którego powoływało prezydium wojewódzkiej rady narodowej w porozumieniu z Ministrem Skupu.
Obsady oraz zmiany stanowisk kierowniczych w Zarządzie łącznie z awansowaniem pracowników na tych stanowiskach, przenoszeniem w obrębie województwa i rozwiązywaniem z nimi stosunku służbowego dokonywały – za zgodą Ministra Skupu – prezydia wojewódzkich rad narodowych.

## Zniesienie Zarządu
Na podstawie uchwały Rady Ministrów z 1972 r. w sprawie utraty mocy obowiązującej niektórych uchwał Rady Ministrów, Prezydium Rządu, Komitetu Ekonomicznego Rady Ministrów i Komitetu Ministrów do Spraw Kultury, ogłoszonych w Monitorze Polskim zlikwidowano Wojewódzki Zarząd Młynów Gospodarczych.